# Frances Sternhagen
Frances Hussey Sternhagen (Washington, 13 gennaio 1930 – New Rochelle, 27 novembre 2023) è stata un'attrice statunitense, comparsa in numerose produzioni teatrali, cinematografiche e televisive sin dagli anni cinquanta.

## Biografia
Nata e cresciuta a Washington, figlia di Gertrude Hussey e John M. Sternhagen, Frances Sternhagen inizia la propria carriera dapprima come insegnante d'arte, per poi debuttare come attrice una piccola compagnia teatrale. All'epoca si cimentò anche come cantante. Il suo lavoro la porta sino ai palcoscenici di Broadway, dove prende parte a numerose commedie. Per quattro volte è candidata al Tony Award, vincendo il premio due volte per le sue performance in The Good Doctor e The Heiress.
Il suo debutto davanti alla macchina da presa avviene nel 1956 in un episodio della serie televisiva Studio One. Dal 1986 al 1993 interpreta il ruolo della madre iperprotettiva Esther Clavin nella sitcom Cin cin. Tuttavia, la Sternhagen ottiene una certa popolarità soltanto in età avanzata, grazie all'interpretazione di Millicent Carter, la nonna del dottor John Carter in diciannove episodi della celebre serie televisiva E.R. - Medici in prima linea.
Interpreta inoltre il personaggio di Bunny MacDougal, prima suocera di Charlotte York in dieci episodi della serie televisiva Sex and the City. Come attrice cinematografica è apparsa nell'ambiguo ruolo della devota governante di una mitica diva di Hollywood in Fedora (1978) di Billy Wilder e ha vinto un Saturn Award per la miglior attrice non protagonista per la sua interpretazione della dottoressa Lazarus in Atmosfera zero (1981), film fantascientifico diretto da Peter Hyams.

## Vita privata
Nel 1956 sposa l'attore Thomas A. Carlin. Il matrimonio dura fino alla morte di quest'ultimo, avvenuta nel 1991. La coppia ha avuto sei figli: Paul, Amanda, Tony, Sarah, Peter e John. La maggior parte di loro lavora nel mondo dello spettacolo.

## Filmografia parziale

### Cinema
- Fedora, regia di Billy Wilder (1978)
- Atmosfera zero (Outland), regia di Peter Hyams (1981)
- Scherzi di cuore (Romantic Comedy), regia di Arthur Hiller (1983)
- Le mille luci di New York (Bright Lights, Big City), regia di James Bridges (1988)
- Ci penseremo domani (See You in the Morning), regia di Alan J. Pakula (1989)
- Misery non deve morire (Misery), regia di Rob Reiner (1990)
- Doc Hollywood, regia di Michael Caton-Jones (1991)
- Doppia personalità (Raising Cain) regia di Brian De Palma (1992)
- Amori e ripicche (Curtain Call), regia di Peter Yates (1998)
- The Mist, regia di Frank Darabont (2007)
- Julie & Julia, regia di Nora Ephron (2009)
- L'incredibile storia di Winter il delfino (Dolphin Tale), regia di Charles Martin Smith (2011)
- Mai così vicini (And So It Goes), regia di Rob Reiner (2014)

### Televisione
- The Nurses – serie TV, episodio 1x10 (1962)
- Cin cin (Cheers) – serie TV, 7 episodi (1986-1993)
- Law & Order - I due volti della giustizia (Law & Order) – serie TV, 2 episodi (1991-1997)
- E.R. - Medici in prima linea (ER) – serie TV, 21 episodi (1997-2003)
- Sex and the City – serie TV, 10 episodi (2000-2002)
- The Laramie Project, regia di Moisés Kaufman – film TV (2002)
- The Closer – serie TV, 15 episodi (2006-2012)

## Doppiatrici italiane
- Graziella Polesinanti in Julie & Julia, Sex and the City (2ª voce), The closer, Mai così vicini, Parenthood
- Gabriella Genta in Doppia personalità, ER - medici in prima linea, The Mist, L'incredibile storia di Winter il delfino
- Francesca Palopoli in Scappatella con il morto, Law & Order - I due volti della giustizia (ep. 1.19), Sex and the City (1ª voce)
- Cristina Grado in Mio figlio è tornato, Law & Order - I due volti della giustizia (ep. 7.10)
- Rita Savagnone in Atmosfera Zero
- Maria Pia Di Meo in Le mille luci di New York
- Maria Grazia Dominici in Misery non deve morire
- Adriana Vianello in Amori e ripicche